# Maryam Nawaz
Maryam Nawaz Sharif, ou simplesmente Maryam Nawaz (nascida em 28 de outubro de 1973, em Lahore), é uma política paquistanesa membro da Liga Muçulmana do Paquistão-N. Ela é filha do líder paquistanês Nawaz Sharif e, portanto, sua possível sucessora política. 
Entrou na política em 2012 e foi encarregada da campanha eleitoral durante as eleições gerais de 2013. Em 2013, foi nomeada Presidente do Programa Juvenil do Primeiro-Ministro. No entanto, renunciou em 2014 depois que sua nomeação foi contestada no Tribunal Superior de Lahore.
Após a derrota de seu partido nas eleições de 2018, ela se tornou uma das figuras da oposição.
Em julho de 2018, foi condenada a sete anos de prisão por corrupção e, em seguida, presa ao retornar ao país. Foi libertada sob fiança em setembro de 2018 A 29 de setembro de 2022, o Tribunal Superior de Islamabad anulou a sua condenação. 
Ela se tornou vice-presidente da partido e liderou os comícios do Movimento Democrático do Paquistão em 2020.